# Angol springer spániel
Az angol springer spánielt egy Bonghey nevű angol tenyésztette ki 1812-ben, de valójában spanyol származású. Mint neve is mutatja (ugrató), igazi kajtatóebnek szánta. Emellett még annyi konkrétum ismert, hogy minden bizonnyal welsh spinger és egy kontinentális fajta kereszteződéséből született. 18. századi képeken is láthatjuk, amint éppen vadászni viszik őket. Nagyobb, erősebb a cocker spanielnél, de tulajdonságai hasonlóak. Rendkívül jó vadászképességeire hamar felfigyeltek. Imádja a vizet. Az amerikai társánál kissé nagyobb, kevésbé selymes, de pöttyösebb szőrzetű kutya. A vadat a vadásznak minden körülmények között megtalálja, és visszahozza. Jellemét tekintve rendkívül játékos, családszerető, és megfigyelhető nála az állandó, szűnni nem akaró farokcsóválás. Házőrzésre nem igazán alkalmas, mert az idegenekkel is barátságos, de jó jelző kutya. Egyáltalán nem agresszív. Ausztriában és Skandináviában kedvelik, alig terjedt el Közép-Európában.
Közepes méretű, 18–25 kg, 46–56 cm marmagasságú. Háta erős, egyenes, mellkasa mély. Mancsai kicsik, szélesek (általában dús szőrzetű). Feje hosszúkás, szeme sötét. Nagy lelógó fülét sűrű, göndör szőr borítja. Szőrzete közepesen hosszú. Bundájának színe lehet: fekete-fehér, fekete-fehér-cser, barna-fehér, barna-fehér-cser.
Nagyon okos, ezért könnyű kiképezni, szófogadó, gyerekszerető. Sokan csaholósnak tartják, de nem ugat többet mint bármely más kutyatársa. Értelem sugárzik a szemeiből, néha ugyan megmakacsolja magát, de ez ritka, és jó kezekben nem fordul elő. Szeret a bozótokban cserkészni, a vízben úszkálni, és onnan apportírozni. Élénk, mozgékony kutya, nagyszerű társ. Mozgásigénye vadászkutya révén igen nagy, ezért naponta játszani, sétálni, vagy futni kell vele. (Beceneve: "Spanci".)

## Méretei, tömege
- Marmagassága:

```
 46–51
 
cm (szuka)
 48–56
 
cm (kan)
```

- Tömege:

```
 18–23
 
kg (szuka)
 20–25
 
kg (kan)
```

- Közepes nagyságú.